# Dorema ammoniacum
Dorema ammoniacum là một loài thực vật có hoa trong họ Hoa tán. Loài này được D.Don mô tả khoa học đầu tiên năm 1833.